# ジャスティス・クリストファー
ジャスティス・クリストファー（Justice Longs Christopher, 1981年12月24日 - 2022年3月9日）は、ナイジェリア出身の同国代表サッカー選手。ポジションは主に守備的ミッドフィールダー。
戦術理解に長け安定感のある、アフリカ出身の若手選手には珍しいタイプの選手。

## 経歴
2001年よりロイヤル・アントワープFC（ベルギー）に所属。2002年の日韓W杯にも出場している。大会終了後、マンチェスター・シティへの移籍話が持ち上がったが、最終的な合意には至らずレフスキ・ソフィアに移籍した。

## 所属クラブ
- Katsina United (1999)
- Sharks FC (2000)
- Bendel Insurance (2001)
- ロイヤル・アントワープFC (2001-2002)
- レフスキ・ソフィア (2002-2004)
- トレレボリFF (2004)
- アラニア・ウラジカフカス (2005-2006)
- ヘルフォーグBK (2006-2007)

## 代表歴

### 出場大会
- ナイジェリア代表
  - 2002 FIFAワールドカップ

### 試合数
- 国際Aマッチ 11試合 0得点（2001年-2002年）[2]

| ナイジェリア代表 | 国際Aマッチ | 国際Aマッチ |
| 年               | 出場        | 得点        |
| ---------------- | ----------- | ----------- |
| 2001             | 4           | 0           |
| 2002             | 7           | 0           |
| 通算             | 11          | 0           |